# ایمان (ترانه سلین دیون)
« ایمان» (به انگلیسی: Faith) تک‌آهنگی از هنرمند اهل کانادا سلین دیون است که در ۲۷ اکتبر ۲۰۰۳ منتشر شد.